# 耿國
耿国是中國西周至春秋时期的一個諸侯国家，位于现代的山西省河津县东南汾河南岸一带。
前661年，耿国被晋国所灭，晋献公把耿地封给大臣赵夙，战国时期，前423年（赵献侯元年），赵国从耿地迁都中牟。